# Xiran Jay Zhao
Xiran Jay Zhao é um profissional do Canadá que trabalha com mídias sociais. Seu romance de estreia, Iron Widow (Viúva de Ferro), tornou-se o número 1 dos livros mais vendidos do The New York Times e ganhou o prêmio BSFA de 2021 de Melhor Livro de Literatura Juvenil. Posteriormente, ganhou o prêmio Astounding de Melhor Novo Escritor de 2024.

## Primeiros anos
Xiran Jay Zhao (em chinês:  赵希然, transl. Zhào Xīrán) imigrou para a Colúmbia Britânica de uma pequena cidade na China na quinta série. Seu pai é de ascendência Hui. Zhao imaginava histórias enquanto crescia, mas não colocou nenhuma no papel até ser encorajado a fazê-lo em uma convenção de anime quando tinha 15 anos.
Estudou bioquímica na Faculdade de Ciências da Saúde da Universidade Simon Fraser, graduando-se como Bachelor of Science em 2020. Trabalhou em uma cooperativa antes de optar por uma carreira diferente.

## Carreira
Em março de 2020, Zhao assinou um contrato de dois livros com a editora Penguin Teen Canada para uma releitura mecha para jovens adultos da ascensão da imperatriz chinesa Wu. Rock the Boat, a marca infantil da Oneworld Publications, adquiriu os direitos no Reino Unido em maio de 2021. A série foi descrita como uma "monstruosa fusão do meu amor por anime e meu amor por dramas de harém chineses". A primeira edição da série, Iron Widow, foi publicada em setembro de 2021 e alcançou o número 1 na categoria de capa dura para jovens adultos da lista de livros mais vendidos do The New York Times. A segunda edição da série, Iron Widow 2: Heavenly Tyrant, estava programada para ser lançada em abril de 2024; no entanto, a data de lançamento foi adiada.
Em setembro de 2020, Zhao se tornou viral, primeiro em um tópico do Twitter seguido por seu primeiro vídeo no YouTube, por suas críticas ao remake live-action de Mulan da Disney e suas imprecisões culturais. Atribuiu sua presença na Internet como um autointitulado "memória da história chinesa" ao sucesso de Iron Widow, que inicialmente era esperado que atraísse apenas um público de nicho. Jessica Singer, da CBC News em agosto de 2021, destacou o impacto do BookTok nas vendas de ficção para jovens adultos. O cantor escreveu que "livros como Iron Widow, do autor canadense Xiran Jay Zhao, já estão ganhando popularidade online, mesmo antes da data de lançamento do livro no final de setembro". Kara Savoy, diretora de marketing integrado da Penguin Random House Canada, disse à Singer que "quando a Xiran fez um vídeo de unboxing de suas cópias avançadas algumas semanas atrás [no TikTok], os números de pré-venda nos EUA aumentaram 600 por cento naquela semana".
No início de 2021, Zhao fechou seu segundo contrato de livro para Zachary Ying and the Dragon Emperor, uma fantasia contemporânea de nível médio com Margaret K. McElderry Books, uma marca da Simon & Schuster. Foi lançado em 10 de maio de 2022. O romance estreou em 4.º lugar na lista de mais vendidos do The New York Times na categoria de capa dura para crianças de nível médio; permaneceu na lista por duas semanas. Alec Scott, do The Globe and Mail, comparou Zachary Ying à Viúva de Ferro de Zhao e comentou que "os dois livros falam das obsessões de Zhao – tanto com anime, a narrativa visual popularizada no Japão que se tornou global, quanto com a história e mitologia chinesas. (...) Em ambos os romances, o passado mítico é traduzido para o futuro. (...) Apesar de todas as suas diferenças de humor, os romances resgatam o que é valioso para Zhao na história e no mito chineses, e projetam isso para a frente – criando atos artísticos de reapropriação cultural".
Zhao foi finalista do Prêmio Astounding de Melhor Novo Escritor em 2022. Em 2023, recebeu mais votos suficientes para ser finalista novamente, mas a declaração foi inelegível e removido da votação. Mais tarde, descobriu-se que isso se devia à autocensura dos administradores do Prêmio Hugo da 81ª Convenção Mundial de Ficção Científica – realizada em Chengdu, China – para apaziguar o governo chinês, que tem um regime de censura rigoroso. Em dezembro de 2023, Zhao expôs o "padrão de Cait Corrain de deixar avaliações de uma estrela por meio de contas falsas no Goodreads, principalmente nas obras de estreia de escritores negros iniciantes, enquanto deixava avaliações positivas sobre seu próprio livro que seria lançado em breve". Isto resultou na saída de Corrain dos seus editores.
Em 2024, Zhao ganhou o prêmio Astounding de Melhor Novo Escritor depois que o patrocinador do prêmio, Dell Magazines, estendeu os requisitos de elegibilidade.

## Obras publicadas

### Literatura juvenil
- Zhao, Xiran Jay (2021). Iron Widow (em inglês). [S.l.]: Penguin Teen Canada. ISBN 9780735269934
- Zhao, Xiran Jay (2024). Iron Widow 2: Heavenly Tyrant (em inglês) 1st hardcover ed. [S.l.]: Bloomsbury. ISBN 9780861544233[20]

### Literatura infantojuvenil
- Zhao, Xiran Jay (2022). Zachary Ying and the Dragon Emperor (em inglês). [S.l.]: Simon & Schuster. ISBN 9781665900706

## Prêmios e indicações
| Ano  | Obra       | Prêmio                                     | Categoria                                            | Resultado    | Ref.          |
| ---- | ---------- | ------------------------------------------ | ---------------------------------------------------- | ------------ | ------------- |
| 2021 | Iron Widow |                                            |                                                      |              |               |
| 2021 | Iron Widow | Goodreads Choice Awards                    | Fantasia para Literatura Juvenil e Ficção Científica | Indicado     | [ 42 ]        |
| 2021 | Iron Widow | Kitschies                                  | Tentáculo Dourado (romance de estreia)               | Pré-indicado | [ 43 ]        |
| 2021 | Iron Widow | Prêmio Nebula                              | Prêmio Andre Norton                                  | Pré-indicado | [ 44 ]        |
| 2022 | —          | Prêmio Astounding                          | —                                                    | Finalista    | [ 45 ] [ 46 ] |
| 2022 | Iron Widow | Barnes & Noble Children's & YA Book Awards | Literatura juvenil                                   | Venceu       | [ 47 ]        |
| 2022 | Iron Widow | Prêmio British Fantasy                     | Revelação (Prêmio Sydney J. Bounds)                  | Pré-indicado | [ 48 ] [ 49 ] |
| 2022 | Iron Widow | Prêmio BSFA                                | Ficção para Leitores de Literatura Juvenil           | Venceu       | [ 50 ]        |
| 2022 | Iron Widow | CCBC Book Awards                           | Prêmio Arlene Barlin de Ficção Científica e Fantasia | Venceu       | [ 51 ] [ 52 ] |
| 2022 | Iron Widow | CCBC Book Awards                           | Prêmio Amy Mathers de Literatura Juvenil             | Venceu       | [ 53 ] [ 52 ] |
| 2022 | Iron Widow | Locus Award                                | Melhor Primeiro Romance                              | Indicado     | [ 54 ] [ 55 ] |
| 2022 | Iron Widow | Locus Award                                | Romance Literatura Juvenil                           | Indicado     | [ 54 ] [ 55 ] |
| 2022 | Iron Widow | Lodestar Award                             | —                                                    | Finalista    | [ 45 ] [ 46 ] |
| 2022 | Iron Widow | Pacific Northwest Book Award               | —                                                    | Venceu       | [ 56 ]        |
| 2024 | —          | Astounding Award                           | —                                                    | Venceu       | [ 41 ]        |